# Spoorlijn Älvsjö - Nynäshamn
De spoorlijn Älvsjö - Nynäshamn ook wel Nynäsbanan genoemd is een Zweedse spoorlijn van station Stockholm Centraal naar Nynäshamn in de provincie Stockholms län. De spoorlijn is aangelegd door de voormalige spoorweg maatschappij Stockholm - Nynäs Järnväg (afgekort: SNJ).

## Geschiedenis
Door de gunstige ligging van de stad Nynäshamn aan zee was dit een geschikte locatie voor een nieuwe haven die relatief dicht bij Stockholm gelegen was. De stad Nynäshamn was ten tijd van de eeuwwisseling (1900) nauw verbonden met de ontwikkeling van spoorwegen in de haven. De aanleg van het traject begon in 1898.
Het traject werd op 28 december 1901 geopend en vanaf het begin reed de Stockholm - Nynäs Järnväg (SNJ) met rechtstreekse treinen tussen Nynäshamn en Stockholm Centraal waarbij op de Västra stambanan tussen Älvsjö en Stockholm C uitsluitend tractievoertuigen van de Statens Järnvägar (SJ) mochten worden gebruikt.
In de jaren '20 keerde Charles Almqvist terug uit de Verenigde Staten met het doel de eerste olieraffinaderij in Zweden te gaan bouwen. Deze olieraffinaderij werd in 1928 te Nynäshamn in gebruik genomen. Deze raffinaderij groeide uit tot de grootste in Zweden. In 1930 werd de Nynäs Petroleum AB opgericht. Aanzienlijke hoeveelheden geraffineerde olieproducten uit Nynäs werden per spoor vervoerd.

## Treindiensten
Het traject van de SNJ werd met medewerking van de scheepvaartmaatschappij verlengd tot het Nynäshamns Ångbåtsstation.

### SJ
De Statens Järnvägar verzorgde tussen 1957 en 1973 personenvervoer op dit traject met stop treinen.
- 112: Stockholm C - Västerhaninge - Nynäshamn

### Storstockholms Lokaltrafik
De Storstockholms Lokaltrafik verzorgt sinds 1973 in opdracht van de provincie Stockholms län het personenvervoer op dit traject met Pendeltåg stoptreinen. De treindienst wordt uitgevoerd met treinstellen van het type X 1, X 10 en inmiddels afgevoerde X 420. Vanaf 2005 werden een aantal van deze treinstellen vervangen door treinstellen van het type Coradia Nordic X 60.
- 111: Bålsta - Stockholm C - Västerhaninge - Nynäshamn

## Goederenvervoer
Het vervoer van olieproducten verdween in de jaren 90. Voor een afvalwaterzuiveringsinstallatie in Jordbro verzorgt de TGOJ het vervoer van slib naar de Aitiks-mijn in Gällivare.

## Uitbreiding
Het traject in de periode tussen 1992 en 1996 uitgebreid gerenoveerd en werd tussen Älvsjö en Västerhaninge uitgebreid met een tweede spoor. In 2008 werden de perrons op tussen Västerhaninge en Nynäshamn verlengd tot 240 meter om plaats te maken voor twee treinstellen van het type X60. Naar verwachting worden deze werkzaamheden in augustus 2008 afgerond.
In 2008 werd begonnen met de aanleg van een tweede spoor tussen Hemfosa en Segersäng. Dit werk zal naar verwachting in het najaar van 2009 of begin 2010 worden afgerond.
In 2009 werd begonnen met de aanleg van een tweede spoor tussen Västerhaninge en Tungelsta. Dit werk zal naar verwachting in het najaar van 2010 / 2011 worden afgerond.
Door dit werk is de treindiest tussen Västerhaninge en Nynäshamn onderbroken.

## Toekomst
Verdere uitbreiding is wellicht nodig indien de voorgestelde diepzeehaven in Norvik ten noorden van Nynäshamn gebouwd zal worden. In deze haven zullen vooral containers worden overgeslagen.

## Overname
De SNJ werd in 1957 overgenomen door de staat en de bedrijfsvoering over gedragen aan de SJ. De andere bedrijfsonderdelen zoals de infrastructuur werden in 1968 overgenomen door de SJ.

## ATC
Het traject werd in 1980 voorzien van het zogenaamde Automatische Tågkontroll (ATC).

## Elektrische tractie
Het traject werd op 1 november 1962 geëlektrificeerd met een spanning van 15.000 volt 16 2/3 Hz wisselstroom.